# Atalaya de Saleres
La Atalaya de Saleres o Torre de Marchal es una torre óptica, de época nazarí, situada junto a la carretera que une las localidades de Cozvíjar y Albuñuelas, en el Valle de Lecrín (provincia de Granada, España), por lo que también se conoce en ocasiones como Torre de Albuñuelas.
Se localiza cartográficamente en MME, a escala 1/50.000, en la hoja 1041, cuadrículas 444-445/4090-4091.

## Descripción
Se sitúa en un cerro de 1.011 m s. n. m.. Tiene planta circular, con 3,70 m de diámetro y altura de 3,50 metros. Está construida en mampostería, consistente y maciza. Las piedras no forman hiladas, sino que se disponen de forma aleatoria, encajadas unas en otras.

## Datación
Se ha datado de forma genérica en el período nazarí y formaba parte de la estructura defensiva del Valle de Lecrín. Tiene una vista amplia que alcanza hasta el río Ízbor y conecta visualmente con la Atalaya de Cónchar, el Castillo de Dúrcal y la Torre de Marchena. Comunica, además, con el Castillo de Restábal.